# هوان کره جنوبی
هوان کره جنوبی (به انگلیسی: South Korean hwan) یکای پول رایج در کشور کره جنوبی است. مسئولیت کنترل این واحد پولی برعهدهٔ قرار دارد.